# Karl Müller (Politiker, 1903)
Karl Müller (* 26. November 1903 in Zell im Wiesental; † 26. September 1972 in Dresden) war ein deutscher SED-Funktionär und kommunistischer Widerstandskämpfer gegen den Nationalsozialismus.

## Leben
Müller, Sohn eines Textilarbeiters, machte nach dem Besuch der Volks- und Handelsberufsschule selbst eine Lehre zum Weber und war in diesem Beruf bzw. als Textilarbeiter tätig. Von 1926 bis 1931 war er zunächst Friseurgehilfe, von 1931 bis 1936 schließlich als Damenfriseur in Stuttgart und Berlin tätig. 1925 trat Müller der KPD bei. Er war zeitweise Mitglied der Fachgruppen-Reichsleitung der Revolutionären Gewerkschafts-Opposition Gemeinde-Verkehr.
Nach der „Machtergreifung“ der Nationalsozialisten 1933 arbeitete Müller illegal im Abwehrapparat der KPD-Bezirksleitung Berlin-Brandenburg. Im November/Dezember 1933 befand er sich in „Schutzhaft“. Im Juni 1936 wurde er erneut inhaftiert und im selben Jahr zu sieben Jahren Zuchthaus verurteilt, die er im Zuchthaus Brandenburg verbrachte. 1943 wurde er in das Strafbataillon 999 einberufen, 1944 lief er zur griechischen Volksbefreiungsarmee ELAS über. Von 1945 bis 1947 befand sich Müller in sowjetischer Kriegsgefangenschaft und besuchte 1946/1947 die Antifa-Schule in Noginsk.
1948 kehrte Müller nach Deutschland zurück und wurde Mitglied der SED. Von 1948 bis 1953 war er Mitarbeiter im Zentralsekretariat des SED-Parteivorstandes bzw. des ZK der SED sowie Leiter des Referats Schiedsgerichte beim Parteivorstand bzw. ab 1949 Leiter des Büros der Zentralen Parteikontrollkommission. Nach einem Studium an der Parteihochschule „Karl Marx“ 1953/1954 war Müller von 1954 bis 1972 Mitglied der SED-Bezirksleitung Dresden. Von 1954 bis 1958 war er dort Sekretär für Agitation und Propaganda. Ab 1958 war er Redakteur der Sächsischen Zeitung, des Organs der SED-Bezirksleitung, in Dresden.
Müller starb nach langer, schwerer Krankheit im Alter von 68 Jahren. Die Trauerfeier fand am 2. Oktober 1972 im Krematorium Dresden-Tolkewitz statt.

## Ehrungen
Müller wurde 1968 mit dem Banner der Arbeit sowie dreimal mit dem Vaterländischen Verdienstorden, unter anderem in Gold ausgezeichnet. Er war Träger der Medaille für Kämpfer gegen den Faschismus 1933 bis 1945 und weiterer staatlicher und nichtstaatlicher Auszeichnungen.